# Кобург
Ко́бург (нем. и бав. Coburg) — город на реке Иц (приток Майна) в центральной части Германии. Расположен в Верхней Франконии на севере Баварии. Население — более 41 тыс. человек. До 1918 года Кобург был резиденцией герцогов государства Саксен-Кобург-Гота (представители этой династии правили также рядом государств Европы). Над Кобургом возвышается вторая по величине сохранившаяся до наших дней крепость в Германии — Фесте, которая также известна как «Корона Франконии». В Кобурге находится одна из крупнейших германских страховых компаний HUK-Coburg. В университете Кобурга (Hochschule Coburg) обучается более 3500 студентов.
В административном отношении Кобург является внерайонным городом, что было бы обычным в структуре муниципальной подчинённости Германии, а сам является центром (Kreisstadt) одноимённого района (Landkreis) в округе Верхней Франконии в составе федеральной земли Бавария.

## География и климат
Город расположен между южным предгорьем Тюрингенского Леса и долиной реки Майн. Через Кобург протекает река Итц, в которую в городских границах впадает река Лаутер. Ближайшие крупные города: Эрфурт (80 км севернее), Вюрцбург (90 км юго-западнее) и Нюрнберг (90 км южнее). Ратуша Кобурга находится на высоте 297 метров над уровнем моря, крепость Фесте (Veste) на высоте 464 метра над уровнем моря.
Климат Кобурга определён его расположением между долиной Майна на юге и Тюрингенским лесом на севере. Среднегодовая температура составляет около 8°, при этом средняя температура января около −1,4° и июля около 17,2°.
В течение года выпадает около 747 мм осадков, которые распределены сравнительно равномерно по месяцам. По статистике на год приходится 5 жарких дней, 36 дней с температурой свыше 25° и 28 дней с температурой ниже нуля.

## Население
По оценке на 31 декабря 2015 года население межрайонного города (городской общины) Кобург составляет 41 257 чел. 

| Дата      | 1840  | 1871  | 1900  | 1925  | 1939  | 1950  | 1961  | 1970  | 1987  | 2011  |
| --------- | ----- | ----- | ----- | ----- | ----- | ----- | ----- | ----- | ----- | ----- |
| Население | 12754 | 16277 | 25233 | 31229 | 36681 | 50512 | 50019 | 48969 | 42909 | 41023 |

| Год       | 1960  | 1970  | 1980  | 1990  | 2000  | 2009  | 2010  | 2011  | 2012  | 2013  | 2014  | 2015  |
| --------- | ----- | ----- | ----- | ----- | ----- | ----- | ----- | ----- | ----- | ----- | ----- | ----- |
| Население | 49570 | 49067 | 45633 | 44246 | 42756 | 41177 | 41076 | 40991 | 41022 | 40994 | 41062 | 41257 |

## История
Город Кобург впервые упоминается в 1056 году в дарственной грамоте, по которой польская королева Рыкса (пол. Rycheza Lotaryńska) передала землю около Кобурга в дар архиепископу Кёльнскому. В 1331 году Кобург получит от императора Людвига IV права города.
В 1353 году маркграф Фридрих III фон Мейсен (Markgraf Friedrich III von Meißen) и, соответственно, дом Веттинов (Wettin), известного с X века старинного княжеского рода, давшего начало, в частности, правящей в Великобритании Виндзорской династии, получает город в наследство. Городским гербом в 1430 году становится изображение святого Маврикия (Heilige Mauritius)
В 1524 году Кобург присоединился к реформации и стал с тех пор преимущественно протестантским. В 1530 году город и правящих в городе герцогов Саксен-Кобургских посетил Мартин Лютер, который прожил в нём, в крепости Фесте (Veste Coburg), бывшей одним из мест проживания герцогов, около полугода.
Между 1586 и 1633 годами Кобург становится резиденцией герцогов и главным городом независимого герцогства Саксен-Кобург. В эти годы в Кобурге появились первые здания в стиле Возрождения, которые и до сегодня вносят вклад в облик центра города. После периода с 1680 до 1699 года под управлениям герцога Альбрехта Кобург вновь в 1735 году стал резиденцией на этот раз герцогов Саксен-Кобург-Заальфельдских (Sachsen-Coburg-Saalfeld) и с 1826 года герцогов Саксен-Кобург-Готских (Sachsen-Coburg und Gotha).
В начале XIX века герцогом Эрнстом I (Ernst I), состоявшего генералом на российской службе, была вновь отстроена резиденция герцогов дворец Эренбург (Ehrenburg). Дворцовая площадь, с последующим возведением нового театра, аркады и перепланировки парка (Hofgarten) приобрела вид, не изменившийся и до сегодняшнего дня.
Для города и его истории стало важным событием его присоединение в 1858 году к тогдашней железнодорожной сети, которое привело, в частности, к тому, что в последующие 60 лет императоры, цари, короли и князья получили возможность чаще посещать своих родственников в Кобурге. Под патронатом либерального герцога Эрнста II Кобург становится в 1860 году центром различных союзов организованного германского национального движения.
Герцоги Саксен-Кобург-Готские, резиденцией которых до 1918 года являлся Кобург, были связаны династическими браками со многими королевскими династиями Европы, в том числе Великобритании, Бельгии, России, Португалии, Болгарии. Королева Великобритании Виктория была дочерью принцессы Кобургской и вышла замуж за Альберта принца Саксен-Кобург-Гота. Фердинанд I Саксен-Кобург-Готский в 1887 году стал князем Болгарии и основал болгарскую царскую династию, правившую страной в 1908—1946 годах. Последний отпрыск династии Симеон II Сакскобургготский был 2001—2005 годах премьер-министром Болгарии и с 2005 года почётный гражданин города Кобург.
В 1920 году, по итогам референдума, южная часть герцогства Саксен-Кобург-Готского вместе с Кобургом вошла в состав Баварии. Северная часть герцогства с центром в городе Гота вошла в состав Тюрингии.
В 1922 г. произошла «Битва за Кобург» — столкновение около 600 нацистов, среди которых был Гитлер, со сторонниками левых партий. Вокруг события нацисты позднее создали культ, знак участника «кобургской битвы» был одной из самых почётных наград в партии.
В 1929 году Кобург стал первым городом Германии, в котором НСДАП на муниципальных выборах получила абсолютное большинство голосов.
Город пережил Вторую мировую войну сравнительно благополучно и практически не был разрушен, в результате чего сохранилась его уникальная архитектура. 11 апреля 1945 года он был занят 11-й танковой дивизией США. Во время послевоенного раздела Германии Кобург вошёл в состав американской зоны оккупации и, в дальнейшем, в состав ФРГ.
В связи с объединением Германии значение Кобурга, лежащего в 15 километрах от бывшей границы с ГДР усилилось. Город развился в региональный центр с крупной промышленностью и со значительной социальной инфраструктурой, включающей в себя театр, окружную и городскую библиотеки, крупную клиническую больницу и многие школы различной направленности, в том числе четыре гимназии.

### Символы Кобурга. Герб. Флаг. Кобургский марш
С 1430 года на городском гербе Кобурга изображена голова Святого Маврикия, являющегося покровителем города — голова мавра с красными губами и золотой серьгой на жёлтом фоне. Святой Маврикий по преданию был христианином и командиром римского легиона в числе 6600 человек, состоящего из христиан. Во время боевых действий в 302—303 годах на территории теперешней Франции после отказа, поддержанного легионерами, выступить против христиан, был по приказу императора Максимилиана казнен. Вместе с ним казнили после двукратного децимирования весь легион. Маврикий был признан христианами мучеником и в IV веке канонизирован римско-католической церковью.
Так как святой Маврикий был родом из римской провинции Африка, в Германии с XIII века возникла традиция изображать его мавром, хотя, скорее всего, Святой Маврикий выглядел как современные арабы (римская провинция Африка включала территорию современных арабских государств Северной Африки). Герб во времена Третьего рейха был изменён на меч и свастику, но после окончания войны исторический герб был Кобургу возвращён.
Флаг Кобурга представляет собой прямоугольное полотнище, состоящее из двух горизонтальных равновеликих полос: верхней — чёрного, нижней — жёлтого (золотого) цветов. В центре флага изображение герба Кобурга.
Роль гимна Кобурга играет Кобургский марш сочинения Михаэля Гайдна (Michael Haydn), брата известного композитора. Марш попал в прусское собрание военных маршей под названием Йозиас-Кобург-Марш в 1817 году из аналогичного собрания маршей в России. В российском собрании он находился под номером 49. Фельдмаршал принц Йозиас фон Саксен-Кобург-Заальфельд был австрийским военачальником, отпрыском кобургских герцогов, остановившим турок у ворот Европы. В 1868 году специальным решением прусского короля Вильгельма марш был жалован стационированному в Кобурге полку в качестве цермониального марша. С тех пор большинство торжественных событий в Кобурге, связанные с шествиями, сопровождаются его звуками (здесь).

### Российский след
Начало обширной сети династических браков рода Кобургов с правящими домами Европы положила Екатерина II, решившая подыскать своему внуку, шестнадцатилетнему великому князю Константину, невесту в Германии. В 1795 году герцогиня Августа София фон Саксен-Кобург-Заальфельд с тремя дочерьми была приглашена в Санкт-Петербург. В Германию герцогиня Августа София вернулась уже с двумя дочерьми — четырнадцатилетняя Юлианна (принявшей в православии имя Анна Фёдоровна) стала невестой великого князя Константина, брата будущего царя Александра I.
23 января 1874 года, в Зимнем дворце в Санкт-Петербурге, великая княжна Мария Александровна (дочь императора Александра II) вышла замуж за Его Королевское Высочество принца Альфреда герцога Эдинбургского, второго сына королевы Виктории. После того, как 22 августа 1893 года скончался герцог Эрнст II Саксен-Кобург-Готский, свободное герцогство Саксен-Кобург и Гота перешло к его младшему племяннику — мужу Марии Александровны принцу Альфреду, так как его старший брат, принц Уэльский, отказался от престола. После того, как муж Марии Александровны взошёл на герцогский трон, она стала именоваться герцогиней Саксен-Кобург-Готской, сохранив при этом и титул герцогини Эдинбургской. В этом своём статусе она превосходила всех своих золовок на бриллиантовом юбилее королевы Виктории. Мария Александровна умерла в октябре 1920 года в Цюрихе, Швейцария, и была похоронена в родовой усыпальнице герцогов Саксен-Кобург-Готских.
В апреле 1894 года в Кобурге состоялась свадьба герцога Гессенского Эрнста-Людвига и дочери герцога Эдинбургского и Марии Александровны принцессы Виктории-Мелиты с участием гостей — самых знатных королевских семьи Европы. Но стало так, что брачная церемония оказалась в тени другого события, ожидаемой помолвки сестры жениха Алисы (Аликс) и возглавившего делегацию от Дома Романовых наследника российского трона цесаревича Николая Александровича. Спустя четыре дня после прибытия Николая в Кобург, 6 (8) апреля, Аликс объявила о своем согласии. За полторы недели до кончины императора Александра III, отца жениха, невеста приехала в Россию, 10 октября 1894 года она приняла православие (приняв имя Александра Фёдоровна), 20 октября скончался император, а 14 ноября был заключен брак.
После Октябрьской революции некоторые избежавшие смерти Романовы оказались в Кобурге. Здесь у великой княгини Виктории Федоровны был дом. Её супруг Кирилл Владимирович, как старший член Русского Императорского дома, принял звание блюстителя Русского Императорского престола, а в 1924 году титул русского императора. Оба они были похоронены в Кобурге в одной семейной усыпальнице герцогов Кобург-Готских, а в начале 1995 года их останки перенесли в Новую Усыпальницу Петропавловского собора Петропавловской крепости в Санкт-Петербурге. Их дом, Kyrill-Palais, сохранился. Он стоит в центре города недалеко от дворцовой площади рядом с дворцом Эдинбург.

## Международные связи
Город-побратим Кобурга — Ньор. Администрация города поощряет народную дипломатию в отношениях с Россией, в частности, контакты местной вальдорфской школы с воронежской школой «Радуга».

## Экономика и инфраструктура
Несмотря на то, что город долгое время был в экономически неблагоприятном положении, находясь, практически, в приграничной зоне с бывшей ГДР, в настоящее время он является одним из промышленных лидеров северной Баварии. Экономика Кобурга оказалась весьма стабильной в периоды экономических колебаний и потрясений. Причиной этому является, кроме прочего, оптимальный спектр предприятий, как различных отраслей, так и различных размеров. Кобург является по расчётам на душу населения и прежде всего благодаря налоговым отчислениям ведущих предприятий города: страховой компании HUK-Coburg; одного из значительных мировых поставщиков комплектующих для автомобильной промышленности — группы Brose Fahrzeugteile, а также известного в Европе поставщика компрессоров фирмы Käser Kompressoren одной из трёх богатейших коммун Германии. Уровень безработицы в регионе Кобург составляла в первой половине 2010 года 5,5 % (Бавария — 4,5 %, Тюрингия — 10 %, Германия — 7,7 %)

### Статистические данные по экономике
Ниже проводятся данные кобургской торгово-промышленной палаты на середину 2003 года по городу Кобург и его округу.
- 176 предприятий имеют 24.020 сотрудников и суммарный оборот 2.870 миллионов евро. При этом составляющая произведённых товаров на экспорт составляет 37 %.
- Всего в этот период времени на предприятиях работало 28.023 человека и 2.592 человека не имели работы.

Примерно 46 % работающих приходилось на сферу услуг, 35 % на производство и 19 % на торговлю и транспорт. Около 18.000 работающих — иногородние, что объясняет несколько более высокий процент безработицы по сравнению с другими баварскими городами.
Около 3000 человек работают в учреждениях и муниципальных организациях.

### Крупнейшие предприятия Кобурга
Крупнейшими предприятиями по количеству занятых работников в Кобурге являются:
- HUK-COBURG. Страховая компания. Самое известное кобургское предприятие и крупнейший работодатель города с 4600 работающих только в Кобурге. Общее число сотрудников компании около 8.500 человек. Годовой оборот — 5 млрд евро.
- Brose Fahrzeugteile. Крупнейший в Германии поставщик комплектующих для автоиндустрии — сидений и дверей в сборе с около 3000 работающих в Кобурге и 26 тысячами сотрудников на 51 предприятиях во всём мире. Годовой оборот компании: 6,3 млрд евро.
- Kaeser Kompressoren. Один из крупнейших в Европе производителей компрессоров с 70 % продукции, производимой на экспорт. Общее число работающих — ок. 5000 человек, в том числе около 2000 человек в Кобурге. 60 представительств во всём мире. Оборот: 700 млн евро.
- Waldrich Coburg. Основная продукция предприятия — производство больших портальных фрезерных станков, с помощью которых, например, изготавливаются корпусы судовых дизелей или судовые винты. Число работающих в Кобурге — около 750 человек, оборот 180 млн евро (2011).
- KAPP Gruppe. Продукция предприятия — шлифовальные машины и конструкции с зубчатыми сцеплениями. Около 600 работающих в Кобурге.
- Фирмы Gaudlitz, Hermann Koch и Ros специализируются на производстве изделий из пластмассы. На этих фирмах работает свыше 800 сотрудников.
- Coburger Kartonagenfabrik. Компания по производству упаковки из картона любой степени сложности. 250 сотрудников.

В муниципальной собственности Кобурга находятся, помимо прочего, основанная в 1862 году клиника Кобурга на 522 места с, примерно, 1000 сотрудниками. Клиника является академической учебной больницей университета Вюрцбург. Сберегательная касса Кобург-Лихтенфельс (филиал аналога российского Сбербанка), основанная в 1822 году, с 750 сотрудниками, предприятие SÜK Coburg, обслуживающее энергетические и транспортные сети Кобурга, основанное в 1854 году с 350 сотрудниками.

### Транспорт
Общественный транспорт в городе осуществляется исключительно автобусным сообщением. Город обслуживается в получасовом такте 41 автобусом на девяти автобусных маршрутах общей протяжённостью около 100 км. Прилегающие к Кобургу населённые пункты связаны с ним 11 автобусными линиями.
В результате послевоенного раздела Германии на ФРГ и ГДР Кобург оказался приграничным городом в составе ФРГ. Этим объяснялась относительно слаборазвитая транспортная инфраструктура региона к моменту воссоединения Германии. Главным транспортным узлом региона в силу исторических обстоятельств стал город Лихтенфельс, лежащий в 20 км от Кобурга. Только после воссоединения Германии Кобург получает в 2009 году соединение с сетью автобанов пуском в эксплуатацию автобана А73 Нюрнберг — Бамберг — Кобург — Ерфурт.
Успешно продвигается строительство скоростной железнодорожной трассы ICE Нюрнберг-Ерфурт, связывающей Кобург напрямую с Мюнхеном и Берлином. Ввод в эксплуатацию трассы запланирован на 2017 год.
Имеющийся в управлении города аэродром способен принимать самолёты весом до 5,8 тонн. Ближайшие международные аэропорты находятся в 80 километрах от Кобурга — в Нюрнберге и Эрфурте.

## Архитектура
Главной архитектурной достопримечательностью Кобурга является его хорошо сохранившаяся старая часть, включающая в себя остатки средневековой городской стены с тремя монументальными башнями с городскими воротами. В городе много примечательных с архитектурной точки зрения зданий и сооружений, памятников и исторических ансамблей.

### Кобургская крепость
Крепость Фесте (нем. Veste Coburg) возвышается на 170 метров над городом на вершине холма Фестунгсберг и принадлежит к числу самых больших и хорошо сохранившихся крепостных сооружений Германии. Крепость впервые документально упомянута в 1225 году. В XVII веке она была существенно усилена и достроена. Крепость была долгое время постоянным местом проживания кобургских герцогов, в ней находятся сохранившиеся коллекции герцогов — картины, оружие, изделия из стекла. Украшением собрания картин являются несколько работ Лукаса Кранаха Старшего.

### Дворцовая площадь и дворец Эренбург
У подножия холма Фестунгсберг лежит дворцовая площадь с памятником герцогу Эрнсту I в центре. Своё теперешнее оформление площадь получила в период 1830—1837 годов. Она окружена несколькими зданиями и сооружениями главным из которых является дворец Эренбург. Дворец был заложен в 1543 году герцогом Эрнстом фон Саксен. В XIX веке он приобрёл свой окончательный вид, получив фасад в стиле английской неоготики. Во дворце находятся музей и большая библиотека земельного подчинения.

### Ратуша и городское управление
По соседству с дворцовой площадью находится Рыночная площадь, обрамлённая ратушей и городским управлением. В её центре установлен памятник принцу Альберту, подарок королевы Виктории родному городу её умершего мужа во время её пятого посещения Кобурга. Ратуша была заложена в 1577 году и затем дважды перестроена. Находящееся напротив здание городского управления было построено по указу герцога Йоханна Казимира в 1601 году. Построенная в стиле позднего Возрождения герцогская канцелярия украшена по фасаду многочисленным декором и многоцветной росписью. Наряду с другими зданиями, образующими площадь, особенно интересно здание Придворной аптеки XV века — первой аптеки Кобурга.

### Церкви
Церковь Св. Морица (Маврикия — Sankt Moriz Kirche) в центральной части города — старейшая церковь Кобурга. Она воздвигнута в период с 1320 по 1586 год и является главной церковью протестантской общины. Старейшая часть церкви, клирос, происходит из 1330 года. В Пасхальную неделю 1530 года в церкви проповедовал Мартин Лютер.
Главная католическая церковь города — церковь Св. Августина находится неподалёку от дворцовой площади. Она построена в неоготическом стиле в 1855—1860 годах. В подвале церкви сооружена усыпальница для кобургских герцогов и членов их семей.
Церковь Спасителя (нем. Salvatorkirche) находится вблизи церкви Св. Морица и была сооружена, как церковь при кладбище протестантской общины, в 1660—1662 годах.
Находящаяся у южной границы старого города капелла Св. Николауса построена в 1442 году для больных проказой и находится в собственности города. С 1529 года она была капеллой протестантской общины, с 1806 года — католической, а с 1873 по 1932 годы — синагогой. С 1962 года в капелле отправляет службы старокатолическая община.
К северу от бывших городских ворот, на берегу реки Итц, находится церковь Церковь святого креста (нем. Heilig-Kreuz-Kirche). Клирос этой протестантской церкви построен в готическом стиле в 1401—1407 годах, продольный неф начиная с 1413 года. В 1735-1739 годах церковь перестроена в стиле барокко (внутренние помещения).

### Архитектурные памятники
В непосредственной близости от церкви Св. Морица находится здание гимназии Казимирианум, построенное в стиле Возрождения в 1605 году. Цейхгауз (арсенал) в Геррнгассе между Дворцовой и Рыночной площадями происходит тоже из этого времени — он был сооружён в 1621 году. Сегодня в этом здании располагается городской архив.
Памятниками архитектуры являются построенные в стиле фахверк (каркасная конструкция) в 1323 году Hahnmühle (мельница) и в 1288 году Münzmeisterhaus (монетный двор).

### Неоготика
Неоготика (Neugotik) отличает облик Кобурга и получила в его архитектурных ансамблях целостное выражение, как, возможно, нигде больше. Причиной этому было, возможно, стремление подчеркнуть родственные связи Кобурга с британским королевским домом, который тогда носил ещё имя Saxe-Coburg and Gotha. Неоготика была в викторианскую эпоху чрезвычайно популярна в Англии. Дворец Эренбург недвусмысленно выказывает своё архитектурное родство с памятником неоготической архитектуры — Вестминстерским дворцом в Лондоне. Неоготические ансамбли преобразуют средневековую архитектуру старого города и придают ему ни с чем не сравнимый, высоко оценённый специалистами, особенный характер.

### Стиль модерн
Кобург относится к городам Германии со значительной компонентой зданий в стиле модерн. К ним относятся особенно «дом солнца» (Sonnenhaus), построенный в 1902 году, здание народной школы (Heiligkreuz-Volksschule), бывший универмаг M. Conitzer & Söhne, народные бани (Ernst-Alexandrinen-Volksbad), здание банка, построенного в 1906 году и другие.
- Характерные образцы архитектуры Кобурга.
- Церковь Св.Августин
- Кап. Св.Николауса
- Мельница. Фахверк
- Архив. Возрождение
- Неоготика
- Неоготика
- Стиль модерн
- Стиль модерн

Уникальный альбом фотографий примечательных зданий и сооружений Кобурга можно посмотреть здесь.

## Культура и достопримечательности
В Кобурге ежегодно в июле проводится трёхдневный фестиваль самбы — самый большой после бразильского, с участием более чем 2200 артистов и 200.000 зрителей.
В августе на дворцовой площади города устанавливается сцена, с которой давали и дают концерты многие мировые знаменитости для более 2000 зрителей. Здесь выступали Уитни Хьюстон, Пласидо Доминго, Монсеррат Кабалье, известная певица в стиле поп-рок Pink, хип-поп-группа Seeed и многие другие.
В церкви Св. Морица, в кобургском конгресс-зале, а также и в зале HUK-Coburg устраиваются концерты классической и джазовой музыки.
Каждые 2-3 года в Кобурге устраиваются Дни музыки Иоганна Штрауса и международные конкурсы А.Жирарди в память о короле вальса, бывшим с 1887 года гражданином Кобурга.
Летом на площадях города практически каждую неделю устраиваются разнообразные мероприятия с непременным участием, как приглашённых музыкантов, так и многочисленных местных пивоварен.
Главным мероприятием такого рода является рождественский рынок, устраиваемый на рыночной площади в декабре.
Кроме того в конце июля в Кобурге празднуется «Праздник Дворцовой площади» на открытом воздухе с многочисленными концертами и с представительством всех более или менее значимых ресторанов города, признаваемый общественностью самым большим party северной Баварии.
В крепости Кобурга (Veste Coburg) регулярно проходят рыцарские турниры.
Театр и Кино
Театр Кобурга был построен в 1840 году герцогом Эрнстом II в качестве придворного театра и относится к красивейшим зданиям Кобурга. Точно такой же театр был построен в Готе (разрушен во время Второй мировой войны). Театр финансируется на 40 % землёй Бавария. В нём производятся постановки как опер, оперетт и балета, так и драматических спектаклей. В театре 550 мест, в его отделении — бывшем манеже — ещё 99 мест.
В 2002 году на месте театра Union построен кинотеатр Utopolis с девятью залами — самое современное сооружение такого рода в регионе.
Музеи
- Собрание произведений искусства крепости Veste Coburg — самый значительный музей Кобурга с собраниями коллекций кобургских герцогов из девяти столетий. В собраниях 26 картин Лукаса Кранаха Старшего, большая коллекция рыцарских доспехов, оружия и коллекция редкого стекла.
- Дворец Эренбург. Открыт для посещения. Собрание мебели, гобеленов. Образец внутренней архитектуры XVII-XIX веков.
- Музей естествознания. Основан в 1844 году. На площади в 4800 квадратных метров размещены экспонаты по минералогии, геологии, палеонтологии, археологии, антропологии.
- Музей кукол с большим количеством уникальных кукол, в том числе изготовленных на знаменитых в прошлом предприятиях региона.
- Павильон общества искусства является с 1950 года местом проведения передвижных выставок современного искусства. Общество является одним из старейших в Германии и со своими 1500 членами крупнейшее в Баварии.
- В замке Калленберг (Callenberg) с 1998 года выставляются коллекции находящихся в собственности герцогского дома мебели, картин, фарфора, редких часов и произведений искусства последних четырёх столетий. С 2004 года в замке находится музей стрелкового оружия.

Парки
Дворцовый парк (Hofgarten) между дворцовой площадью и крепостью Кобурга был заложен герцогом Альбрехтом в 1680 году в голландском стиле. Свой сегодняшний вид природного парка в английском стиле с большим числом как местных, так и редких видов деревьев он получил в 1857 году по решению герцога Эрнста II. Парк находится, практически, в центре города и является любимым жителями Кобурга местом отдыха.
В 1929 году на лугу, находившимся в то время за пределами города, была организована выставка роз, которую посетили почти 200 000 человек. В конце 80-х годов на этом месте, лежащим теперь вблизи центра города, был открыт Ботанический сад (Rosengarten) с примерно 70 сортами роз и павильоном с редкими экзотическими птицами.
Кобургская кулинария
- Известнейшее фирменное блюдо города Кобург — кобургские жареные колбаски (Coburger Bratwurst). Колбаски приготавливаются из специального грубого фарша с обязательным 25-процентным содержанием говядины и зажариваются на огне от хвойных шишек. Длина колбаски должна соответствовать длине жезла в руке Св. Маврикия на фронтоне ратуши.
- «Кобургские поцелуйчики» — пряники, выпеченные из медового теста с орехами, миндалём, цукатами и пряностями.
- Кобургские клёцки (Coburger Klöße). Варёные колобки из грубой картофельной муки пополам из сырого картофеля, как в Тюрингии, пополам из отварного картофеля, как во Франконии.
- Придворный ликёр (Hof-Likör) изготовляется в находящейся на Рыночной площади придворной аптеки (Hofapotheke) уже сотни лет по секретным рецептам.

Средства массовой информации
- Coburger Tageblatt — газета, основанная в 1886 году.
- Neue Presse, основана в 1946 году.
- Radio 1
- Radio Galaxy Coburg
- TV Oberfranken с передатчиком, установленном в городе Хоф (Hof).

## Известные уроженцы
- Антон Швейцер (1735—1787) — немецкий дирижёр и композитор.
- Анна Фёдоровна (1781—1860) — великая княгиня Российской империи, супруга цесаревича великого князя Константина Павловича.
- Густав Кёниг (1808—1869) — живописец

## Цитаты
- «Если бы я не была тем, кем я являюсь, здесь был бы мой дом.» Королева Виктория

## Интересные факты
- Правящая в Соединенном Королевстве Великобритании и Северной Ирландии династия Виндзоров на самом деле является Саксен-Кобург-Готской династией. Во время первой мировой войны королевский дом Великобритании принял по политическим соображениям (Германия и Великобритания являлись противниками) решение о переименовании династии.
- Последние 13 лет своей жизни композитор Иоганн Штраус являлся гражданином герцогства Кобург.[19] Штраус вынужден был в 1887 году перейти из католичества в протестантство и даже переехать ненадолго из Вены в Кобург в связи с невозможностью получить развод и оформить брачные отношения с его гражданской женой Аделe Дойч в католической Австрии.
- В различное время в Кобурге останавливались Гёте, Ф. Лист, император Бразилии Педру II, Отто фон Бисмарк.